# Joppe Paulides
Joppe Johannes Paulides (ur. 13 kwietnia 1982 w Noordwijkerhout) – holenderski siatkarz, grający na pozycji środkowego, reprezentant Holandii. 

## Sukcesy klubowe
Superpuchar Holandii:
- 2002, 2003, 2004

Puchar Holandii:
- 2003, 2004

Puchar Top Teams:
- 2003

Wicemistrzostwo Holandii:
- 2003

Mistrzostwo Belgii:
- 2013, 2014, 2015[2], 2016
- 2006, 2007

Superpuchar Belgii:
- 2006, 2013, 2014

Puchar Belgii:
- 2007, 2013, 2016

Superpuchar Hiszpanii:
- 2007

Mistrzostwo Hiszpanii:
- 2008